# Conrad Kilian
Conrad Kilian fue un geólogo francés, nacido en 1898 y fallecido el 29 de abril de 1950 en Grenoble. Fue hijo de Wilfrid Kilian, alsaciano emigrado a Grenoble después de la Guerra de 1870 y que fue uno de los pioneros de la geología Alpina.
Conrad Kilian, siguió los pasos de su padre y participó en 1921 en una expedición a Hoggar. Subiendo una loma lo dejó el jefe de una expedición y lo abandonó allí, prosiguió sus observaciones, y llegó agotado a Tamanrasset. De regreso a Francia, publicó una memoria en las que el sostenía que las Tassili del Sahara central eran una formación antigua y que el Sahara había sido habitado por seres vivos en la antigüedad y durante un largo tiempo había estado cubierto por el mar. Esto posibilitó una constante presencia de microorganismos lo que con el paso del tiempo se habían descompuesto produciendo que aquellas tierras estuvieran llenas de petróleos. Las memorias causaron una incredulidad general en el mundo de la geología.
En 1939, volvió a surcar el Sahara con dos camellos, para combatir el escepticismo que sus teorías habían causado en las autoridades. En 1943, descubrió un territorio que pertenecía a Francia el Aïr, los minerales eran expoliados por una empresa extranjera, de procedencia Inglesa que también reclamaba aquel territorio como propio. Sus descubrimientos que no fueron valorados por su país fueron no obstante seguidos por agentes extranjeros . Fue víctima de un envenenamiento por una planta del Sahara. Después de la guerra, el trató con personalidades políticas como el general de Gaulle, général Juin, Vincent Auriol. Sólo el général Leclerc mostró interés por el dosier de Kilian.
Humillado, acosado y perseguido por las compañías petrolíferas y las potencias extranjeras. Conrad Kilian fue reconocido y se le concedió una condecoración y una pensión hereditaria por su labor. Acabó sus días suicidándose en 1950.
Los descubrimientos de pozos de petróleos en el Sahara a partir de 1954 demostraron y confirmaron que sus afirmaciones habían sido correctas. En los años 80 se realizó una serie de televisión con su vida como argumento titulada El Loco del Desierto.